# Отпад од амбалаже
Амбалажни отпад, према америчкој Агенцији за заштиту животне средине, подразумева паковање и амбалажу за које се претпоставља да ће бити одбачени исте године када су купљени производи које се у њима налазе. Већину чврстог отпада чине амбалажни производи, процењујући да је у 2015. години произведено око 77,9 милиона тона (29,7 процената укупне производње). Амбалажа може бити у свим облицима, од кутија за пошиљке до лименки од сока и користи се за складиштење, транспорт, чување и заштиту робе како би се задржало задовољство купаца. Врста материјала за паковање подразумева стакло, алуминијум, челик, папир, картон, пластику, дрво и другу разну амбалажу. Отпад амбалаже доминира у данашњем свету и одговоран је за половину отпада у свету.
Стопа рециклаже у 2015. години за паковање и амбалажу била је 53 процента. Даље, процес сагоревања паковања и амбалаже износио је 7,2 милиона тона (21,4 процента укупног сагоревања са повратом енергије). Затим следе депоније које су у истој години примиле 29,4 милиона тона (21,4 процента укупног депоновања земљишта).
Како отпад од амбалаже загађује Земљу, сав живот на Земљи осећа негативне последице које су утицале на њихов стил живота. Морске и копнене животиње се гуше због загађења амбалажним отпадом. Ово је главно питање за земље са ниским приходима које немају ефикасан систем управљања отпадом за чишћење свог окружења и који су главни извори за глобално загађење океана. Међутим, „легло смећа“, поједи рециклирају и уместо тога оставе свој отпад где год жнци којима недостеле, такође су главни доприносиоци, посебно у земљама са високим приходима где су такви објекти доступни. Тренутна локааје мотивација дација са највећом количином чврстог отпада која укључује већину производа од амбалаже је Велики пацифички тепих од смећа који се налази на западној обали Северне Америке до Јапана. Већина амбалажног отпада који на крају одлази у океан често долази са места као што су језера, потоци и канализација.
Могућа решења за смањење амбалажног отпада су врло једноставна и лака и могу започети минимизирањем амбалажног материјала у распону до стратегије нултог отпада (производи без паковања). Проблем је углавном у недостатку мотивације да се крене у промену. Међутим, примери ефикасних начина за смањење загађења амбалаже укључују забрану употребе пластике за једнократну употребу, већу друштвену свест и образовање, промоцију еколошки прихватљивих алтернатива, јавни притисак, добровољно чишћење и усвајање биоразградивих кеса за вишекратну употребу.

## Типови амбалажног отпада

### Стаклене посуде
Флаше за пиће и тегле за чување хране и сокова су неки од примера стаклених посуда. Процењује се да је током 2015. године прикупљено преко 9,1 милиона тона стаклених посуда, или 3,5 процента чврстог отпада. Око 70% употребљеног стакла се користи у сврхе паковања. Барем 13,2% производње стакла се спаљује уз поврат енергије. Количина стаклених посуда које завршавају на депонијама је око 53 посто.

### Алуминијумске посуде и амбалажа
Отпад од алуминијумских посуда и амбалаже обично долази из лименки било које врсте пића, али фолија такође може да допринесе томе. Процењује се да се око 25 процената алуминијума користи за паковање. Користећи податке Удружења алуминијума, израчунато је да је најмање 1,8 милиона тона алуминијумске амбалаже произведено у 2015. години или 0,8 одсто произведеног комуналног отпада. Од произведених рециклирано је само око 670.000 тона алуминијумских контејнера и амбалаже, око 54,9 процента. А оне које заврше у депонији су 50,6 процената.

### Челично паковање и амбалажа
Производња челичних посуда и амбалаже углавном се огледа у лименкама и другим стварима попут челичних буради. Само око 5 процената челика користи се за паковање од укупне светске потрошње челика, што га чини најмање изгубљеним и највише рециклираним. Укупно је 2,2 милиона тона или 0,9 процента комуналног отпада произведено у 2015. години. Иако је према Институту за рециклажу челика рециклирано 1,6 милиона тона (73 процента) челичне амбалаже. Уз то, челична амбалажа која је сагоревала са повратом енергије износила је око 5,4 одсто, а 21,6 одсто је завршило на депонији.

### Паковање и амбалажа од папира и картона
Највећи део произведеног, а у оквиру комуналног отпада 2015. године, произведене су валовите кутије са најмање 31,3 милиона тона (укупно 11,3 процента). Међутим, уједно је и највише рециклирано са 28,9 милиона тона (92,3 процента) кутија које су рециклиране 2015. године.
Касније се они сагоревају, што чини 0,5 милиона тона, а на депоније одлази 1,9 милиона тона. Осим валовитих кутија, постоје паковања од картона, врећа, кеса, амбалажног папира и других кутија за ципеле или козметику,. Укупна количина отпадног отпада од паковања и амбалаже од папира и картона износила је 39,9 милиона тона или 15,1 одсто у 2015. години. Иако је стопа рециклирања око 78,2 процента, а 4,3 процента малих пропорција сагоревало је са повратом енергије и 17,6 процената завршило је на депонији.

### Пластична паковања и амбалажа
Пластичне посуде и амбалажа могу се наћи у пластичним боцама, врећама за супермаркете, флашама за сокове, млеко и воду и још много тога. ЕПА је користила податке Америчког савета за хемију да би проценила да је 2015. године створено 14,7 милиона тона (5,5 процената производње комуналног отпада) пластичних паковања и амбалаже. Укупна количина која се рециклира је око 2,2 милиона тона (14,6 процената). Поред тога, 16,8 процената је сагорело са повратом енергије, а 68,6 процената је отишло право на депонију. Већина пластике израђена је од полиетилентерефталата (ПЕТ), полиетилена велике густине (ХДПЕ), полиетилена мале густине (ЛДПЕ), поливинилхлорида (ПВЦ), полистирена (ПС), полипропилена (ПП) и других смола. Уз то, стопа рециклаже ПЕТ боца и тегли била је 29,9 процената (890 000 тона), а рециклажа ХДПЕ боца за воду и млеко 30,3 процента (230 000 тона).